# Derecho a la identidad
El derecho a la identidad es un derecho por el cual todas las personas desde que nacen tienen el derecho a contar con los datos biológicos y culturales que permitan su individualización como sujeto en la sociedad y a no ser privados de los mismos. Incluye los derechos a tener un nombre, un apellido, una nacionalidad, a ser inscrito en un registro público, a conocer y ser cuidado por sus padres y a ser parte de una familia. El derecho está incluido en los artículos 7 y 8 de la Convención sobre los Derechos del Niño aprobada el 20 de noviembre de 1988.
Su inclusión fue propuesta por la organización argentina de derechos humanos Abuelas de Plaza de Mayo como expresión de su lucha por recuperar los niños que fueron secuestrados y privados de su identidad durante la última dictadura en ese país, razón por la cual son conocidos como «los artículos argentinos».

## Antecedentes

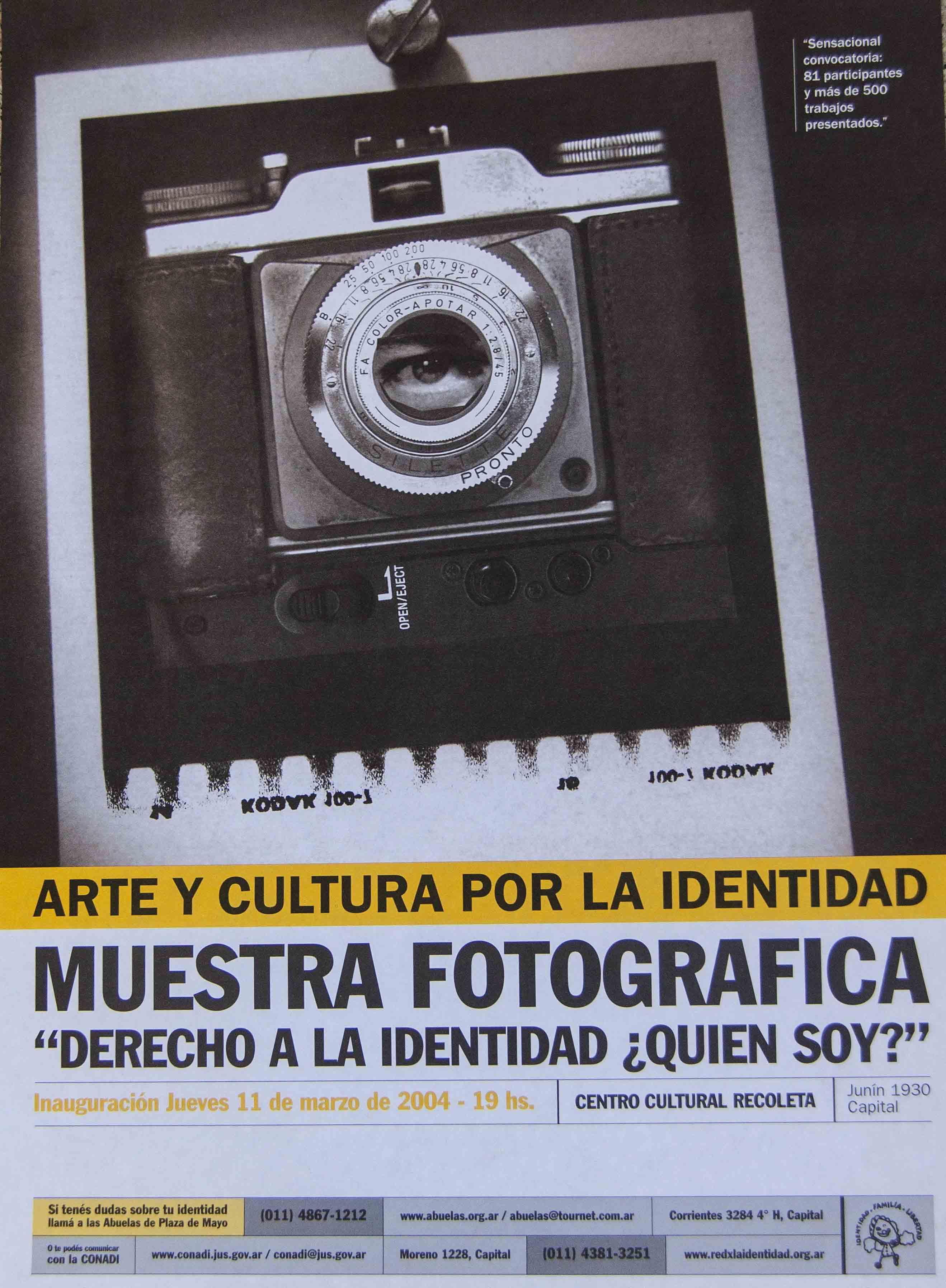
Muestra fotográfica "Derecho a la Identidad ¿Quién soy?"

El Derecho a la Identidad Personal puede ser situado como el antecedente jurídico del Derecho a la Identidad, a partir de la Convención de los Derechos del niño (1989) que lo instauró como tal. Garantiza la conservación de la identidad del niño que devenido adulto, contextualizado a partir del caso argentino de apropiación y sustitución de identidades acontecida en la última dictadura militar (1976-1983). Esta garantía puede ser extendida a otros campos de aplicación en que la identidad haya sido vulnerada y la filiación pueda verse falsificada, como: trata de personas, niños indocumentados, situaciones de cambio de sexo, uniones de personas del mismo sexo, robo de bebés o creación de identidades fraudulentas (por dentro y por fuera del terrorismo de Estado), entre otras. 
En su reforma de 1994, la Constitución Nacional Argentina, lo refleja e incorpora como parte de su texto la Convención sobre los Derechos del Niño, en el art. 75, inciso 22, dando expresa jerarquía constitucional a una particularidad del derecho a la Identidad Personal, como un nuevo modo de expresión que adquiere el precedente derecho del hombre a su dignidad como persona.            Se funda, entonces, como un nuevo Derecho Humano, el Derecho a la Identidad. Un derecho que se instaura como propio de lo humano. Un derecho que se funda como Universal. Allí se problematiza su aplicación, en el caso por caso, ya que, lo jurídico solo señala el bien a tutelar definiéndolo como tal y cómo efectuar dicho resguardo acorde a la ley: ponderación y aplicación de la norma, cuestión diferenciada del efecto que dicha tutela promueve en lo subjetivo, de la persona. Terreno de lo puramente singular, que una mirada de restitución de derechos no puede dejar de ponderar sus alcances.

## Definición jurídica
Gracias a una extensa jurisprudencia, el Derecho a la Identidad Personal es considerado un derecho personalísimo, pasible de ser objeto de tutela jurídica al igual que la vida y la libertad y, en líneas generales, “integra la noción de dignidad de la persona”. En el ámbito jurídico, se lo define, como “el conjunto de atributos y características que hace que cada cual sea uno mismo y no otro”. Entonces, “la identidad personal se presenta como un destacado interés existencial con mérito de tutela jurídica”, y, por lo tanto, “la lesión a la identidad personal conlleva un agravio social de la personalidad del sujeto”. El impasse se suscita a la hora de definir dichos atributos.  Históricamente estos involucraban aspectos considerados estáticos de la personalidad: nombre, seudónimos, imagen y características físicas.  La impronta biologicista hacía su marca. El nombrar estaba comprendido en relación con el sostenimiento de una casta, pero no se acentuaba, ni determinaba acabadamente lo que ello denotaba hasta tanto alguien se sintiera perjudicado por sentir que eso no era considerado. Seguidamente, se acentuó una faz dinámica de la identidad en algunos fallos jurídicos que la reconocen como lo que se: “configura con lo que constituye el patrimonio ideológico-cultural de la personalidad. Es la suma de pensamientos, opiniones, creencias, actitudes y comportamientos de cada persona. Es el conjunto de atributos vinculados con la posición profesional, religiosa, ética, política y con los rasgos psicológicos de cada sujeto. Es todo aquello que define la personalidad proyectada hacia el exterior”.
Se trata de cómo uno quiere ser nombrado por los otros. De manera irrefutable, se valora que la violación a la identidad personal se produce cuando se distorsiona la imagen que uno tiene o cree tener frente a los demás. Siendo que:  “se debe tener presente que el centro y el sujeto de todo sistema normativo es la persona, una persona libre que tiene derecho a conocer, a ser informada, pero por sobre todas las cosas a ser respetada y ese respeto se traduce en el derecho de toda persona a que nadie perturbe su intimidad y que no distorsione su personalidad y su identidad” Cabe agregar su autonomía, en tanto la capacidad de decidir sobre sus acciones, de consentirlas y conducirlas con voluntad y plena conciencia. Se problematiza el cómo pensar, entonces, esta orientación en los casos que resguarda la Convención en donde se les ha sustraído la identidad a esos niños asignándoles una nueva, privándolos de aquellas marcas que podrían constituirla, despojándolos de un derecho, perturbando su intimidad; el cómo ubicar ese nombrar de la identidad para lo jurídico en su constitución identitaria. En la misma línea de pensamiento que Felicetti, otro jurista Fernández Sessarego, subraya la distinción, y a la vez identifica en la jurisprudencia, dos modos de concebir la identidad: la identidad estática que permite identificar a una persona en la sociedad a partir de sus rasgos físicos o biológicos (cicatrices, rasgos particulares, en suma el contorno de su piel) y la identidad dinámica, que entraña el bagaje cultural e ideológico, creencias, opiniones y acciones del sujeto en su proyección social, propio de cada persona, que puede verse violentada. Al respecto sostiene Felicetti: “la identidad materia de tutela es aquella que se proyecta socialmente. Es decir, pensamientos u opiniones que se transforman en conductas intersubjetivas. Se protege la identidad compartida, en interferencia con los demás, dentro de la trama social”  En consonancia con lo anterior, la sentencia del 22 de mayo de 1964 de la corte de apelaciones de Milán sobre si era posible novelar una versión libre de la vida del tenor Enrico Caruso, y remarquemos que si bien aún no se mencionaba el Derecho a la Identidad, se lo garantizaba bajo el pronunciamiento de que “la figura del individuo no puede ser falseada” La Corte Suprema de Argentina el 13 de julio de 1971 es que define el Derecho a la Identidad Personal como “el derecho de cada individuo a ser reconocido en su peculiar realidad con los atributos, calidad, caracteres, acciones, que lo distinguen respecto a cualquier otro individuo”. Situando allí el valor de las diferencias entre los sujetos que es lo que hace a su identidad personal. Ya que “el derecho surge en el umbral de la historia como necesidad existencial del hombre a fin de poder convivir pacíficamente con sus semejantes y realizar su personal proyecto de vida”